# Juan Perón
Juan Domingo Perón Sosa (født 8. oktober 1895 i Lobos, død 1. juli 1974 i Buenos Aires) var en argentinsk general og politiker, der i to omgange var Argentinas præsident.
Han var først gift med Aurelia Tizón og senere med Eva Perón (Evita). Efter Eva Peróns død blev han gift med Isabel Perón.

## Familieliv
Perón var en søn af en funktionær, som dog valgte at flytte til landet for at holde kvæg. Perón var født uden for ægteskabet, men Perón har altid holdt det skjult. På landet oplevede han bøndernes nød. Som 10-årig flyttede han bort fra sine forældre og ind til sin onkel i Buenos Aires. Som 16-årig tog han videre til et militær-akademi. Perón har aldrig haft et stærkt bånd til sin familie.
Den 5. januar 1929 giftede han sig med Aurelia Tizón, men hun døde af kræft i 1938. Fra 1945 til 1952 var han gift med Eva Perón bedre kendt som Evita. Hun døde også af kræft. I 1961, mens han stod uden magt, blev han gift med Maria Estela "Isabelita" Martinez. Ægteskabet holdt til Peróns død i 1974.

## Vejen til magten
Som 16-årig blev Perón optaget på et militærakademi. I militæret havde han succes, og han steg hurtigt i graderne. I mellemtiden skrev han bøger om lederskab og politik. I 1938 blev han sendt til Europa, hvor han især fik inspiration af Mussolinis Italien. Da han kom hjem til Argentina, blev han udnævnt til løjtnant. I militærkuppet 1943, som Edelmiro Farrell stod i spidsen for, var Perón en af de vigtigste personer. Han blev udnævnt til vicepræsident i 1944, men modstandere i militæret arresterede ham i 1945. Dette vakte vrede og demonstrationer. Presset fra befolkningen fik regeringen til at give Perón sin plads tilbage. 
Inden valget i 1946 havde Perón dannet et politisk parti, Arbejderpartiet. Han fik stort flertal og kunne nu udforme det meste af politikken selv. I 1949 lavede Perón en ny forfatning, som reelt gjorde styret til et diktatur. Folkets demokratiske rettigheder blev beskåret. Efter den medfølgende modstand forfulgtes kritikere og oppositionen.

## Ideologi
Perón troede hverken på kommunisme eller kapitalisme. Han ville ikke gå ud fra en bestemt ideologi, men han ville handle efter, hvad der var bedst i situationen. Klassekampe skulle ophøre og alle interne konflikter måtte løses fredeligt, så det var bedst for landet. Derfor måtte man have en stærk stat med en magtfuld leder, som kunne skære igennem. Eftersom han var valgt af befolkningen, så han sig selv som demokrat, selvom beslutningerne sjældent var demokratisk besluttet. Hans politik endte med at blive skiftende.

### Udenrigspolitik
Perón havde ikke lyst til at vælge side i den kolde krig. Han ville stå som den alternative løsning, som ikke var fastlåst af ideologier. Det hjalp på at legitimisere styret, da man nu ikke kunne anklage politikken.

## Faldet i 1955
Årene forinden 1955 fik Perón indført nogle reformer, som kirken var meget utilfreds med. Den mistede bl.a. kontrol over skolen og skilsmisser, og prostitution blev lovliggjort. Voldsomt oprør i landet endte med at Perón blev afsat ved et militærkup i 1955. Han flygtede til Paraguay, senere til Venezuela og Den Dominikanske Republik. I 1960 flyttede han til Spanien, hvor han blev til sin genindsættelse i 1973. Han holdt hele tiden kontakt med sit parti, Arbejderpartiet.

## Genindsættelse i 1973
I perioden 1955-1973 var Argentina et politisk rod med skiftende regeringer og militærkup. Et kup i 1971 fik gennemtrumfet konstitutionelt demokrati. Valget blev dog først holdt i 1973. Arbejderpartiet stillede op under nyt navn, Frente Justicialista de Liberación, med Hector Compora, som spidskandidat. Han var dog kun tiltænkt en midlertidig rolle, fordi Perón ikke selv måtte stille op. Da Peróns parti igen fik magten, bestemte de at Perón gerne måtte stille op ved valg og udskrev derefter nyvalg. Peron vandt. Hans kone Isabel Perón blev vicepræsident.

## Død
Perón døde under et år efter han blev præsident for anden gang. Den 1. Juli 1974 faldt han om af et hjertestop. Isabel Peron blev ny præsident og videreførte et terrorregime som kun holdt 21 måneder.